# Ольгерд
О́льге́рд (зап.-рус. Ольгѣрдъ, около 1296 — 24 мая 1377) — великий князь литовский, сын Гедимина, брат Кейстута, в период своего правления (с 1345 по 1377 год) значительно расширивший границы государства.

## Этимологии имени
Согласно одной из трактовок, имя А́льгирдас лит. Algirdas происходит от древнегерманского имени Adalger, образованного от  корней adal — благородный и gar — копьё.
Согласно «Codex selectus» объясняющего имена старших сыновей Гедимина: имя Ольгерд означает «радость Ольги». 
В польском языке ударение всегда падает на предпоследний слог, то есть в данном случае на -о-. В русской литературе ударение в имени Ольгерд традиционно ставилось на второй слог: оно встречается, например, у Пушкина. Большая советская энциклопедия, Советский энциклопедический словарь и ряд других источников также ставят ударение на второй слог. С другой стороны, современные издания — Большой энциклопедический словарь и Биографический энциклопедический словарь Горкина — ставят ударение на первый слог.

## Вокняжение
Около 1318 года Ольгерд женился на дочери витебского князя Марии Ярославне. Жил и княжил в Усвятах. В 1341 году вместе с братом Кейстутом был приглашён псковичами для защиты Псковских земель от ливонских рыцарей. Отказался от предложения княжить в Пскове, но оставил городу своего сына Андрея. Владел городом Крево и землями, тянувшимися до реки Березины. После смерти тестя Ярослава стал витебским князем.
После смерти князя Гедимина Великое княжество Литовское было разделено между семью его сыновьями и братом Воином. Младший из сыновей Гедимина, Евнутий, сидел в стольном городе Вильне. По мнению Владимира Антоновича, он не был великим князем: все сыновья Гедимина сохранили полную самостоятельность, и никто из них не пользовался старшинством. В 1345 году Кейстут, по предварительному уговору с Ольгердом, занял Вильну и передал виленские земли Ольгерду. Евнутию братья выделили Заславль, находившийся в трех днях пути от Вильны.

Прорисовка печати великого князя литовского Ольгерда. Ок. 1366.

Прорисовка монеты великого князя литовского Ольгерда. До 1377.

Ольгерд способствовал развитию строительства в городе православных церквей (старейшей в Вильне являлась церковь Святого Николая; в первой половине 1340-х годов в городе был монастырь, в котором жила сестра Гедимина. Датой основания Пятницкой церкви считают 1345 год, а Пречистенской — 1346 год; Свято-Троицкая церковь была построена после совещания православных с Ольгердом.
Ольгерд и Кейстут заключили договор, по которому братья должны сохранять тесный союз и дружбу, все новые приобретения делить поровну. Ольгерд занял княжеский престол в Вильне, Кейстут же — резиденцию субмонархов в Троках. Новый порядок не встретил серьёзного сопротивления со стороны удельных князей, кроме неудачных попыток Евнутия и Наримунта найти поддержку за границей.
Борьбу Литвы с крестоносцами вёл главным образом Кейстут. Ольгерд все свои усилия направил на то, чтобы расширить пределы литовского государства за счёт русских земель и усилить влияние Литвы в Новгороде, Пскове и Смоленске. Псковичи и новгородцы лавировали между Ливонией, Литвой и Ордой, но в конце концов в Новгороде образовалась литовская партия, уступавшая в значении и влиянии партии московской, но всё же представлявшая ей значительный противовес. Однако когда в Новгороде усилились действия московской партии, Ольгерд предпринял военный поход на Новгород. Новгородское войско не осмелилось ответить битвой, а разъярённая толпа горожан возложила вину за литовское вторжение на посадника Евстафия и расправились с ним.
Гораздо большее влияние приобрёл Ольгерд в Смоленске. Он выступил защитником смоленского князя Ивана Александровича и обязал его действовать с ним заодно. Сын Ивана Александровича, Святослав, стал уже в положение совершенно зависимое от литовского князя: он обязан и сопровождать Ольгерда в походах и давать смоленскую рать для борьбы с крестоносцами. Малейшее уклонение Святослава от этих обязанностей влекло поход Ольгерда на Смоленскую землю и опустошение её.
В 1350 году Ольгерд женился во второй раз, на дочери тверского князя Александра Михайловича (убитого в Орде вместе со старшим сыном Фёдором) княжне Ульяне. Когда возник спор за тверское княжение между кашинским князем Василием Михайловичем и его племянником Всеволодом Александровичем Холмским, сторону первого поддержал великий князь московский Димитрий, второго — Ольгерд.

## Присоединение черниговских земель
Стремления Ольгерда, христианина и женатого сперва на княжне витебской, затем на княжне тверской, были сосредоточены на освобождении русских областей от власти Золотой Орды и приобретении влияния в русских землях.
Около 1355 года Ольгерд «повоевал» Брянск, после чего ему подчинились и многие другие из уделов, на которые распадалось чернигово-северское княжение. Все чернигово-северские земли Ольгерд разделил на три удела: своему сыну Дмитрию он дал Чернигов и Трубчевск, Дмитрию-Корибуту младшему — Брянск и Новгород-Северск, племяннику Патрикею Наримунтовичу — Стародуб Северский.

## Отношения со Смоленском

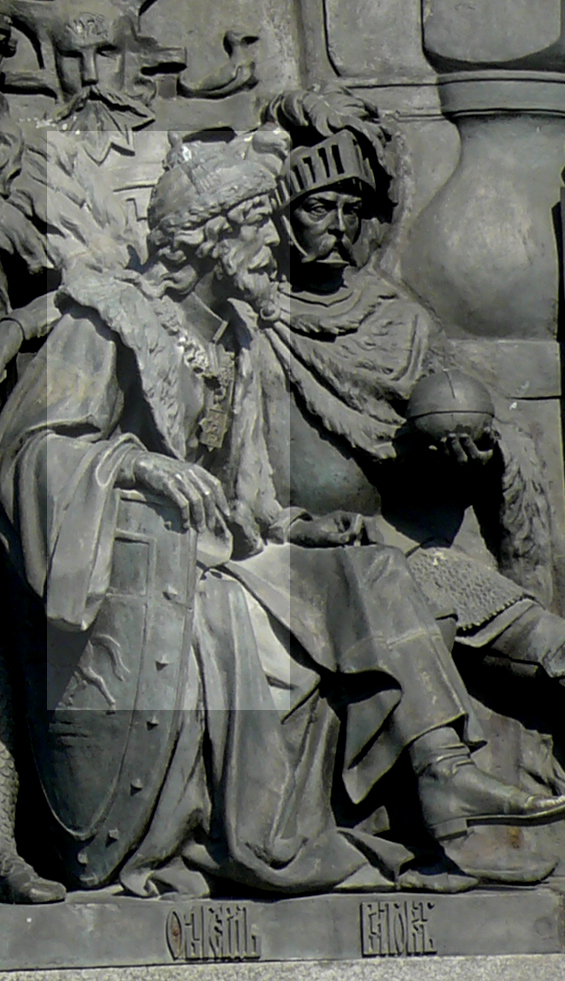
Князь Ольгерд на памятнике «Тысячелетие России» в Великом Новгороде

Смоленский князь Иван Александрович, пытаясь противостоять натиску Москвы, начал сближение с Литвой, вступил в итоге в союз с Гедимином в 1339 году, и отказался от уплаты дани Золотой Орде, — следствием чего стал совместный поход на Смоленск московских, рязанских и ордынских войск в 1340 году.
Ольгерд уже в год своего прихода к власти (1345) ходил отвоёвывать отнятый в 1303 году у Смоленска московским князем Юрием Даниловичем Можайск, но потерпел неудачу. Свергнутый Ольгердом Явнутий в том же году бежал в Смоленск, а затем в Москву. Несмотря на эпизод с приёмом беглеца, в 1348 году смоляне посылали войско в помощь Ольгерду против крестоносцев (битва на Стреве).
В 1351 году Симеон Гордый восемь дней стоял на реке Угре и добился разрушения союза Смоленска с Литвой, после чего все отношения между Москвой, Смоленском и Литвой были резко обострены. И уже в 1355 году Ольгерд послал свои войска на Смоленск и даже захватил в 1356 году смоленский тогда город Ржев, а также Брянск, права на который имели смоленские князья, а в 1359 году — Мстиславль, и уже после смерти Ивана Александровича, в 1362 году — Торопец.
Святослав Иванович, унаследовавший по смерти своего отца в 1359 году смоленский престол, вначале также занял пролитовскую позицию — и также затем перешёл на сторону Москвы. В 1368 году Святослав участвовал в первом походе Ольгерда на Москву, во время так называемой «Литовщины». Когда Ольгерд вынужден был вернуться на западные границы своего княжества, чтобы отразить нападение тевтонцев, московские войска предприняли ответный поход в смоленские земли. В 1370 году смоленские войска приняли участие по втором походе Ольгерда на Москву, после чего Святослав получил угрожающее послание от константинопольского патриарха. В 1372 году в рамках мирного договора между Москвой и Литвой был подписан также мир Москвы со Смоленском.
Затем, вместе со своим племянником, Иваном Васильевичем Вяземским, Святослав Иванович сражался уже на стороне Москвы, — в 1375 году смоленские войска участвовали в походе Дмитрия Ивановича на Тверь, против союзника и шурина Ольгерда Михаила тверского (Ольгерд в это время нанёс в ответ удар по беззащитным смоленским землям), а в 1380 году — в Куликовской битве.

## Отношения с Москвой
В 1349 году Ольгерд женился на дочери Александра Михайловича Тверского, а племянник Александра Тверского Михаил Васильевич Кашинский — на дочери Симеона Ивановича Гордого. Это определило союзы на следующие 30 лет — междоусобица в Тверском княжестве стала одной из важнейших причин будущей московско-литовской войны. Одновременно с тем Ольгерд неуклонно расширял своё влияние в землях Руси, что само по себе неизбежно усиливало противостояние между Литвой и Великим княжеством Московским.
В 1356 году племянник Ольгерда Дмитрий Кориатович женился на дочери Ивана Ивановича.
В 1368 году Ольгерд вторгся в московские пределы (войска Твери и Смоленска присоединились к Литве в этот раз) и, разбив передовой полк воеводы Дмитрия Минина недалеко от реки Тросны, осадил Москву, но, простояв три дня у Кремля, вернулся. Историки предполагают, что будущий великий князь литовский Витовт, сын Кейстута, получил боевое крещение именно в этом походе, когда ему было всего восемнадцать лет. На обратном пути литовское войско разграбило русские земли, через которые проходило. В результате похода великого князя литовского Ольгерда на Москву 1368 года великий князь московский Дмитрий Иванович отказался вмешиваться в дела Твери. Княжить в Тверь возвратился Михаил, ему был выдан непокорный вассал Иеремия. Спорные земли отошли Твери.
Также Ольгерд вторгся в Одоевское княжество и на реке Холохольне, возле одноимённого поселения, разгромил местное русское войско. Из Одоевского княжества Ольгерд пошёл в Калужскую землю, где в городе Оболенске убил местного князя Константина Ивановича.
В 1370 году Ольгерд снова ходил на Москву по просьбе Михаила Тверского, потерпевшего поражение от Дмитрия Ивановича, предпринял безуспешную осаду Волоколамска, стоял у стен Кремля, но заключил перемирие на полгода и вернулся обратно в Литву, причём соглашение было закреплено династическим браком: двоюродный брат Дмитрия Ивановича Владимир Андреевич женился на Елене, дочери Ольгерда.
Поход 1372 года закончился неблагоприятным для Литвы перемирием в Любутске. Оно стало следствием поражения литовского авангарда, полученного от войск князя Дмитрия Московского. Дмитрий, закрепившись на лесистой местности, разбил и Ольгерда, и присоединившиеся к нему тверские войска. Ольгерд был вынужден принять предложенные им условия. Дмитрий настоял на том, что Михаил Тверской должен был возвратить Дмитрию все занятые им московские города, при этом Ольгерд не должен за него вступаться: все жалобы на тверского князя должны быть решены ханским судом. После этого перемирия влияние Литвы на Тверь окончательно упало.

## Присоединение киевских земель
В 1362 году Ольгерд разбил на берегах реки Синие Воды (левого притока Южного Буга) трёх татарских князей Крымской, Перекопской и Ямбалуцкой орд, пытавшихся вновь подчинить себе Подольскую землю, отвоёванную у них отцом Ольгерда, Гедимином. В руках Ольгерда оказался полный контроль над обширным пространством земли — вся левая половина бассейна Днестра, от устья реки Серет до Чёрного моря, весь бассейн Южного Буга, днепровские лиманы и пространство вверх по Днепру до впадения реки Роси.
Черноморское побережье в районе современной Одессы на достаточно долгое время стало литовским. Княжившего в Киеве с 1320-х годов Фёдора сменил сын Ольгерда Владимир. За обладание Волынью Ольгерду пришлось выдержать упорную борьбу с польским королём Казимиром III. Поначалу литовское войско изрядно продвинулось на Волыни, однако вскоре польский король пошёл в контрнаступление, а позднее предпринял и объединённый поход с Венгрией и Мазовией. Под началом Людовика I Венгерского многочисленное войско вторглось в Трокское княжество и едва не вынудило креститься брата Ольгерда, Кейстута. Однако по дороге к месту крещения тот сбежал. Противостояние длилось с редкими перемириями, на кону стояла Волынь и крещение, которого упорно пытались добиться от литовских князей европейские монархи. Долголетний спор был закончен лишь в 1377 году, при Людовике, преемнике Казимира. При посредничестве Кейстута между Ольгердом и Людовиком был заключён договор, по которому уделы Берестейский, Владимирский и Луцкий были признаны за Литвой, а Холмская и Белзская земли отошли к Польше.

## Завещание
Завещание Ольгерда посеяло смуту в Литве, так как свою часть Великого княжества (Виленскую), он завещал не самому старшему сыну (соответственно, от первой жены), а Ягайле, любимому сыну от второй жены.

## Вероисповедание
«Хроника Быховца», Густынская летопись и «Бархатная книга» говорят, что Ольгерд принял православие и православное имя Александр ещё до женитьбы на Марии Ярославне, то есть до 1318 года; но есть известие, что он был крещён и принял схиму лишь перед смертью. Третья версия говорит о том, что он крестился ради женитьбы на русской княжне, но после того, как стал великим князем, временами отходил от православия по политическим соображениям. Известно, что он позволил выстроить несколько храмов — два в Витебске и один в Вильне во имя святой мученицы Параскевы (Пятницкая церковь). В. Б. Антонович («История литовского княжества», 98) принимает известие хроники Быховца и Густынской летописи, с толкованием Альберта Виюка-Кояловича («Historia Lituanae»), что Ольгерд старался придать своему переходу в православие не государственный, а частный, а потому и негласный характер.

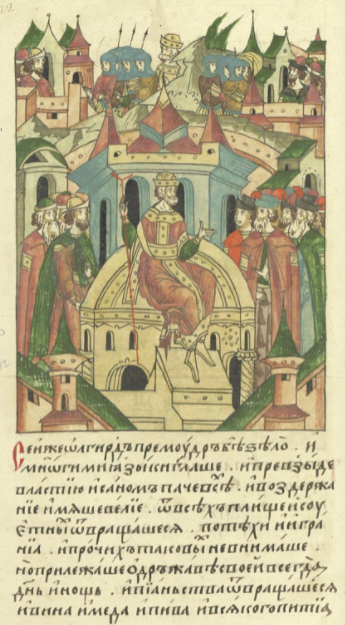
Ольгерд на Литовском престоле

В 1347 году, согласно некоторым источникам, были жестоко казнены трое христиан, позднее канонизированных православной церковью — Антоний, Иоанн и Евстафий Литовские (известные как Виленские мученики). В Московском государстве виновником мученической смерти этих мучеников был назван великий князь Ольгерд, что находится в противоречии с ранними текстами «Жития Виленских мучеников», с известной ученым хронологией событий 1340-х годов, со сведениями о православии Ольгерда Гедиминовича и его семьи.
Сложными были взаимоотношения Ольгерда с митрополитом Киевским Алексием. Так в 1359 году направлявшийся в Киев Алексий был арестован по приказу Ольгерда и вернулся в Москву лишь в 1360 году. Позднее напряжённость между Ольгердом и Алексием несколько спала, однако периоды сравнительно мирных отношений между ними были непродолжительны.
В 1371 году Ольгерд Гедиминович просил у константинопольского патриарха Филофея особого митрополита в Киев с властью на Смоленск, Тверь, Новосиль Малую Русь и Нижний Новгород.
«Ливонская хроника» Германа Вартбергского утверждает, что Ольгерд умер язычником и его похороны были совершены по литовскому языческому обряду: «При его похоронах, сообразно литовскому суеверию, было совершено торжественное шествие, с сожжением различных вещей и 18 боевых коней». При этом некоторые исследователи отмечают, что Ливонский орден, враждующий с Литвой, был заинтересован в том, чтобы Ольгерда считали язычником. Умерший князь среди других великих князей был внесён в помянник Киево-Печерской лавры как «кн. великий Ольгерд, наречённый в св. крещении Дмитрий».

## Жёны и дети Ольгерда
Исторические источники не содержат предельно чётких сведений о жёнах и детях Ольгерда. По некоторым причинам в историографии существует несколько основных точек зрения, ни одна из которых не является общепризнанной. Наибольшее распространение получила позиция польского специалиста по генеалогии конца XIX века Юзефа Вольфа, опубликованная в качестве дополнений и уточнений к работам другого известного польского специалиста Казимира Стадницкого.
В 1990-х годах польскими историками был издан ряд работ, в которых многие уже ставшие традиционными установки пересмотрели. Наибольший вклад в этом плане принадлежит Тадеушу Василевскому, Яну Тенговскому и Ярославу Никодему.
Согласно опиравшемуся на исследование Стадницкого Вольфу, Ольгерд имел 12 сыновей и не менее 7 дочерей от двух жён, первой из которых была витебская княжна Мария, второй — тверская Иулиания. Ян Тенговский отмечает, что источники содержат противоречивую информацию о первой жене Ольгерда, называя её то Анной, то Марией, на основании чего Тадеуш Василевский сделал предположение о том, что Ольгерд был женат трижды.
Напротив, Тенговский условно называет первую жену Ольгерда Анной, обращая внимание на то, что ввиду отсутствия надёжных источников этот вопрос остаётся открытым.
Другим спорным вопросом является старшинство детей Ольгерда. Со времён Вольфа считалось, что его старшим сыном был Андрей, при этом автор не располагал опубликованным уже после его смерти источником — письмом Людовика I Венгерского Франциску Карраре от 29 сентября 1377 года, в котором старшим сыном Ольгерда назван Фёдор.
Ян Тенговский предлагает следующий список детей Ольгерда:
От первого брака с Анной или Марией Витебской:
1. Фёдор (ум. 1394/1400) — князь ратненский, родоначальник князей Кобринских (Род пресёкся в 1518 году со смертью княгини Анны Семёновны) и Сангушек (род идёт от Фёдора Любартовича).
2. Андрей (ум. 1399 в битве на Ворскле) — наместник псковский (1342—1349), князь полоцкий (1349—1387), наместник новгородский (1394);
3. сын, имя неизвестно (ум. 1353);
4. Дмитрий (ум. 1399 в битве на Ворскле) — князь брянский, трубецкой, друцкий, служилый князь (без владетельных прав) Переславля-Залесского (1379—1388);
5. Владимир (ум. 1398 или позже) — князь витебский (до 1367), киевский (до 1367—1394);
6. неизвестная по имени дочь (ум. 1370 или позже) — жена князя Ивана Новосильского;
7. Агриппина (1342 или позже — 1393?) — жена суздальского князя Бориса Константиновича.

От второго брака с Иулианией Тверской:
1. Кенна (ок. 1351—1367) — жена слупского князя Кажки (Казимира IV);
2. Евфросиния (ок. 1352—1405/1406) — возможно[38], жена великого князя рязанского Олега Ивановича;
3. Скиргайло (Иван; ок. 1354—1394) — князь витебский (ок 1373—1381), трокский (1382—1392), полоцкий (1387—1394), наместник короля в Великом княжестве Литовском (1386—1392), князь киевский (1394);
4. Корибут (Дмитрий; ок. 1355 — после 1404) — князь новгород-северский;
5. Федора — жена Святослава Титовича Карачевского;
6. Лунгвений (Семён; 1356 или позже — 1431) — наместник новгородский (1389—1392), князь мстиславский (1390—1431);
7. Елена (1357/1360 — 1437) — жена Владимира Андреевича Храброго;
8. Ягайло (Владислав; ок. 1362—1434) — великий князь литовский (с 1377), король польский (с 1386);
9. Мария (ок. 1363) — жена боярина Войдилы, жена князя Давида Городецкого;
10. Каригайло (Казимир; ок. 1364/1367 — 1390) — князь мстиславский;
11. Минигайло (ок. 1365/1368 — до 1382);
12. Александра (1368/1370 — 1434) — жена мазовецкого князя Земовита IV;
13. Екатерина (1369/1374 — 1422 или позже) — жена мекленбургского князя Иоганна II;
14. Вигунд (ок. 1372—1392) — князь керновский;
15. Свидригайло (ок. 1373—1452) — великий князь литовский (1430—1432);
16. Ядвига (ок. 1375) — жена освенцимского князя Яна III.

## Память
Фигура Ольгерда присутствует на памятнике «Тысячелетие России» в Великом Новгороде. Памятник непосредственно ему установлен в Витебске.
Ольгерд действует в романах Дмитрия Балашова «Симеон Гордый», «Ветер времени» и «Отречение» из цикла «Государи Московские».
Ольгерду (и его брату Кейстуту) также посвящена сюжетная кампания DLC «Dawn of the Dukes» к игре Age of Empires II: Definitive Edition.
Е321 — белорусский электробус «Ольгерд» производства ОАО «Белкоммунмаш» (Минск).